# Imperium (album)
Az Imperium a Nevergreen gothic-doom metal együttes kilencedik nagylemeze. A Hammer Music gondozásában jelent meg 2011-ben. Az első négy album újrakiadása bónusz dalokkal. A boxset a 39. helyre került a Mahasz Top 40 albumlistáján.

## Számlista

### CD1
| Imperium box CD1 2011 (HR) | Imperium box CD1 2011 (HR)                      | Imperium box CD1 2011 (HR) | Imperium box CD1 2011 (HR) | Imperium box CD1 2011 (HR) | Imperium box CD1 2011 (HR) | Imperium box CD1 2011 (HR) | Imperium box CD1 2011 (HR) | Imperium box CD1 2011 (HR) | Imperium box CD1 2011 (HR) |
|                            | Cím                                             | Hossz                      |                            |                            |                            |                            |                            |                            |                            |
| -------------------------- | ----------------------------------------------- | -------------------------- | -------------------------- | -------------------------- | -------------------------- | -------------------------- | -------------------------- | -------------------------- | -------------------------- |
| 1.                         | Új Sötét Kor                                    | 1:09                       |                            |                            |                            |                            |                            |                            |                            |
| 2.                         | Ámok                                            | 3:39                       |                            |                            |                            |                            |                            |                            |                            |
| 3.                         | Memento Amore                                   | 3:39                       |                            |                            |                            |                            |                            |                            |                            |
| 4.                         | A Félelem                                       | 5:49                       |                            |                            |                            |                            |                            |                            |                            |
| 5.                         | Kicsi A Mennyország                             | 4:38                       |                            |                            |                            |                            |                            |                            |                            |
| 6.                         | Erős, Mint A Halál                              | 5:05                       |                            |                            |                            |                            |                            |                            |                            |
| 7.                         | Sötét Szív                                      | 5:11                       |                            |                            |                            |                            |                            |                            |                            |
| 8.                         | A Szerelmed Vágya Vér                           | 4:34                       |                            |                            |                            |                            |                            |                            |                            |
| 9.                         | Pogány Ima                                      | 5:33                       |                            |                            |                            |                            |                            |                            |                            |
| 10.                        | Húszezer Év Hiába                               | 3:56                       |                            |                            |                            |                            |                            |                            |                            |
| 11.                        | Anyánk Az Éj                                    | 6:05                       |                            |                            |                            |                            |                            |                            |                            |
| 12.                        | Ámok (english version)                          | 5:16                       |                            |                            |                            |                            |                            |                            |                            |
| 13.                        | Hunger for Blood (A Szerelmed Vágya Vér)        | 4:41                       |                            |                            |                            |                            |                            |                            |                            |
| 14.                        | Ámok                                            | 4:55                       |                            |                            |                            |                            |                            |                            |                            |
| 15.                        | Sötét Szív                                      | 3:59                       |                            |                            |                            |                            |                            |                            |                            |
| 16.                        | Aragon                                          | 3:52                       |                            |                            |                            |                            |                            |                            |                            |
| 17.                        | Kreaton Project - Machbeth: Gyilkosok Éjszakája | 2:14                       |                            |                            |                            |                            |                            |                            |                            |
| 1:14:15                    |                                                 |                            |                            |                            |                            |                            |                            |                            |                            |

### CD2
| Imperium box CD2 2011 (HR) | Imperium box CD2 2011 (HR)         | Imperium box CD2 2011 (HR) | Imperium box CD2 2011 (HR) | Imperium box CD2 2011 (HR) | Imperium box CD2 2011 (HR) | Imperium box CD2 2011 (HR) | Imperium box CD2 2011 (HR) | Imperium box CD2 2011 (HR) | Imperium box CD2 2011 (HR) |
|                            | Cím                                | Hossz                      |                            |                            |                            |                            |                            |                            |                            |
| -------------------------- | ---------------------------------- | -------------------------- | -------------------------- | -------------------------- | -------------------------- | -------------------------- | -------------------------- | -------------------------- | -------------------------- |
| 1.                         | Gótikus erotika                    | 3:41                       |                            |                            |                            |                            |                            |                            |                            |
| 2.                         | Furor Christiani                   | 3:15                       |                            |                            |                            |                            |                            |                            |                            |
| 3.                         | A harang értünk szól               | 4:34                       |                            |                            |                            |                            |                            |                            |                            |
| 4.                         | Idegen vér                         | 2:40                       |                            |                            |                            |                            |                            |                            |                            |
| 5.                         | Izzás                              | 4:40                       |                            |                            |                            |                            |                            |                            |                            |
| 6.                         | A forradalom nemzedéke             | 2:57                       |                            |                            |                            |                            |                            |                            |                            |
| 7.                         | Danse Macabre                      | 2:37                       |                            |                            |                            |                            |                            |                            |                            |
| 8.                         | Gloria                             | 4:44                       |                            |                            |                            |                            |                            |                            |                            |
| 9.                         | Renegát                            | 4:12                       |                            |                            |                            |                            |                            |                            |                            |
| 10.                        | A félhomály                        | 3:48                       |                            |                            |                            |                            |                            |                            |                            |
| 11.                        | Sötét tenger                       | 6:04                       |                            |                            |                            |                            |                            |                            |                            |
| 12.                        | a teljes Az éj szeme lemez szerbül |                            |                            |                            |                            |                            |                            |                            |                            |
| 43:07                      |                                    |                            |                            |                            |                            |                            |                            |                            |                            |

### CD3
| Imperium box CD2 2011 (HR) | Imperium box CD2 2011 (HR)       | Imperium box CD2 2011 (HR) | Imperium box CD2 2011 (HR) | Imperium box CD2 2011 (HR) | Imperium box CD2 2011 (HR) | Imperium box CD2 2011 (HR) | Imperium box CD2 2011 (HR) | Imperium box CD2 2011 (HR) | Imperium box CD2 2011 (HR) |
|                            | Cím                              | Hossz                      |                            |                            |                            |                            |                            |                            |                            |
| -------------------------- | -------------------------------- | -------------------------- | -------------------------- | -------------------------- | -------------------------- | -------------------------- | -------------------------- | -------------------------- | -------------------------- |
| 1.                         | Enyém A Bosszú                   | 05:25                      |                            |                            |                            |                            |                            |                            |                            |
| 2.                         | Mindörökké                       | 04:03                      |                            |                            |                            |                            |                            |                            |                            |
| 3.                         | Fájdalomban Égj                  | 03:51                      |                            |                            |                            |                            |                            |                            |                            |
| 4.                         | Soha Már                         | 03:57                      |                            |                            |                            |                            |                            |                            |                            |
| 5.                         | Requiem                          | 04:54                      |                            |                            |                            |                            |                            |                            |                            |
| 6.                         | Ó, Fortuna                       | 04:40                      |                            |                            |                            |                            |                            |                            |                            |
| 7.                         | Ítélet Nélkül                    | 04:48                      |                            |                            |                            |                            |                            |                            |                            |
| 8.                         | Hozza El Az Éj                   | 04:22                      |                            |                            |                            |                            |                            |                            |                            |
| 9.                         | A Szerelmed Vágya Vér            | 04:09                      |                            |                            |                            |                            |                            |                            |                            |
| 10.                        | Idegen Földön                    | 04:35                      |                            |                            |                            |                            |                            |                            |                            |
| 11.                        | Én Vagyok Az Éj                  | 04:30                      |                            |                            |                            |                            |                            |                            |                            |
| 12.                        | Ámok                             | 04:12                      |                            |                            |                            |                            |                            |                            |                            |
| 13.                        | Kreaton Project: Macbeth - A Tőr |                            |                            |                            |                            |                            |                            |                            |                            |
| 14.                        | Az Éj Szeme (Demo Version)       |                            |                            |                            |                            |                            |                            |                            |                            |
| 53:26                      |                                  |                            |                            |                            |                            |                            |                            |                            |                            |

### CD4
| Imperium box CD4 2011 (HR) | Imperium box CD4 2011 (HR)               | Imperium box CD4 2011 (HR) | Imperium box CD4 2011 (HR) | Imperium box CD4 2011 (HR) | Imperium box CD4 2011 (HR) | Imperium box CD4 2011 (HR) | Imperium box CD4 2011 (HR) | Imperium box CD4 2011 (HR) | Imperium box CD4 2011 (HR) |
|                            | Cím                                      | Hossz                      |                            |                            |                            |                            |                            |                            |                            |
| -------------------------- | ---------------------------------------- | -------------------------- | -------------------------- | -------------------------- | -------------------------- | -------------------------- | -------------------------- | -------------------------- | -------------------------- |
| 1.                         | Én, az árnyék                            | 03:59                      |                            |                            |                            |                            |                            |                            |                            |
| 2.                         | Új sötét kor szívedben                   | 03:18                      |                            |                            |                            |                            |                            |                            |                            |
| 3.                         | Here Comes the Rain Again                | 04:51                      |                            |                            |                            |                            |                            |                            |                            |
| 4.                         | A kígyó vére                             | 03:59                      |                            |                            |                            |                            |                            |                            |                            |
| 5.                         | Sötét győzelem                           | 04:10                      |                            |                            |                            |                            |                            |                            |                            |
| 6.                         | A tested íze                             | 04:34                      |                            |                            |                            |                            |                            |                            |                            |
| 7.                         | Ha eljön a vég                           | 03:17                      |                            |                            |                            |                            |                            |                            |                            |
| 8.                         | Felragyog                                | 03:52                      |                            |                            |                            |                            |                            |                            |                            |
| 9.                         | Káin                                     | 05:32                      |                            |                            |                            |                            |                            |                            |                            |
| 10.                        | Tűz jöjj velem                           | 05:01                      |                            |                            |                            |                            |                            |                            |                            |
| 11.                        | Ősnemzés                                 | 04:25                      |                            |                            |                            |                            |                            |                            |                            |
| 12.                        | Öleljen a tűz                            | 04:43                      |                            |                            |                            |                            |                            |                            |                            |
| 13.                        | Lesz még hajnal                          | 04:48                      |                            |                            |                            |                            |                            |                            |                            |
| 14.                        | Forever (Mindörökké)                     | 04:08                      |                            |                            |                            |                            |                            |                            |                            |
| 15.                        | Hunger for blood (A szerelmed vágya vér) | 03:51                      |                            |                            |                            |                            |                            |                            |                            |
| 16.                        | No judgement (Ítélet nélkül)             | 04:38                      |                            |                            |                            |                            |                            |                            |                            |
| 17.                        | Ítélet nélkül                            | 04:38                      |                            |                            |                            |                            |                            |                            |                            |
| 18.                        | Sok beszéd, sok szó                      | 02:13                      |                            |                            |                            |                            |                            |                            |                            |
| 19.                        | Ámok                                     | 04:41                      |                            |                            |                            |                            |                            |                            |                            |
| 34:17                      |                                          |                            |                            |                            |                            |                            |                            |                            |                            |

## Közreműködők

### CD1
- Bob Macura – ének, basszusgitár
- Matláry Miklós – billentyűk
- Dula Sándor – gitár
- Sipos Balázs – dob

### CD2
- Bob Macura – ének, basszusgitár
- Matláry Miklós – billentyűk
- Dula Sándor – gitár
- Sipos Balázs – dob

### CD3
- Bob Macura – ének, basszusgitár
- Matláry Miklós – billentyűk
- Rusic Vladimir – gitár
- Gajda Ferenc – dob

### CD4
- Bob Macura – ének, basszusgitár
- Matláry Miklós – billentyűk
- Rusic Vladimir – gitár
- Gajda Ferenc – dob